# 1092
Cette page concerne l'année 1092  du calendrier julien.
L'année 1092 est une année bissextile qui commence un jeudi.

## Événements

### Proche-Orient
- 9 octobre : le moine Michel d'Itfiyah devient patriarche d'Alexandrie (fin en 1102)[1]. Selon l'historien arabe Elmacin, le calife fatimide d’Égypte Al-Mustansir Billah l'aurait envoyé en ambassade en Éthiopie pour prier l'empereur, soupçonné de détourner les eaux du Nil, de laisser couler le fleuve à son niveau normal[2].
- 14 octobre : les Assassins (Hashashin) tuent le vizir seldjoukide Nizam al-Mulk[3].
- 5 ou 19 novembre[4] : division de l’empire des Grands Seldjoukides, qui s’étend du Taurus aux frontières de l’Arabie et de l’Inde, à la mort de Malik Chah Ier, entre ses quatre fils : Mahmud devient sultan de Bagdad, Barkyaruq règne en Irak et à l’est de l’Iran (fin en 1105), Sanjar règne en Transoxiane et au Khorasan, Muhammad Ier en Azerbaïdjan[5].

- Malik Chah Ier, qui vient d’éliminer le régent de Rum Abû’l-Qasîm, propose son alliance aux Byzantins qui l’acceptent. À sa mort, le jeune Kilitch Arslan, fils de Süleyman Ier Chah, jusque-là emprisonné par Malik Chah, arrive en Anatolie à la fin de l’année et se proclame sultan de Rum. L’émir de Smyrne, Zachas, lui offre la main de sa fille pour s’en faire un allié contre Byzance[6].

### Europe
- 14 janvier : règne de Conrad Ier de Bohême (fin le 6 septembre)[7].
- Printemps : Pise et Gênes louent leurs flottes au roi de Castille contre les princes maures d’Espagne et leurs alliés chrétiens, dont le Cid Campeador. Leur attaque contre Tortosa échoue, tandis qu'Alphonse VI de Castille dirige une expédition contre Valence. Les Almoravides réagissent par la conquête d'Aledo, Dénia, Xàtiva et Alzira[8].
- 21 avril : une bulle du pape Urbain II transforme l'évêché de Pise, alors tenu par Daimbert, en archevêché et étend sa souveraineté sur la Corse et la Sardaigne[9].
- 15 mai : Philippe Ier de France épouse Bertrade de Montfort après avoir répudié Berthe de Hollande[10]. Yves de Chartres, seul, crie au scandale. Il est incarcéré mais le pape le fait libérer et condamne le roi.
- 20 mai : Synode de Szabolcs en Hongrie.
- 6 septembre : début du règne de Bretislav II de Bohême (fin le 22 décembre 1100)[7].
- Septembre : le Cid quitte Valence pour Saragosse[11].
- Octobre : l'empereur Henri IV doit lever le siège de Canossa défendue par Mathilde de Toscane[12]. Vaincu par la coalition des villes lombardes, il se retire d'Italie. Il laisse son fils Conrad poursuivre la guerre, mais celui-ci rejoint le camp de Mathilde.
- 29 octobre : les partisans des Almoravides, menés par le cadi Ibn Yahhaf, prennent le pouvoir à Valence après avoir fait assassiner le roi al-Qadir[13].